# Moverna vas
Moverna vas je naselje v Občini Semič. Naselje stoji na naravno zavarovanem pomolu nad reko Krupo. Vas šteje le osem hiš. Moverna vas je pogosta turistična točka zaradi izvira reke Krupe, ki teče ob njej in kraške jame Judovske hiše, ki se nahaja v gozdu na koncu vasi. Čez vas poteka kraška učna pot od lebice do krupe.

## Zgodovina
Izkopavanja so potrdila naseljenost prostora že v bakreni dobi.
Na koncu Moverne vasi v gozdu se nahaja kraška jama Judovska hiša, ki je bila poseljena že od 5000 do 3000 pr. n. št.

## Naravne znamenitosti
Pod vasjo izvira reka Krupa.